# Grigorij Syrojeżkin
Grigorij Siergiejewicz Syrojeżkin (ros. Григорий Сергеевич Сыроежкин, ur. 13 stycznia?/25 stycznia 1900 we wsi Wołkowo k. Bałaszowa (gubernia saratowska), zm. 26 lutego 1939 w Moskwie) – funkcjonariusz radzieckich służb specjalnych.

## Życiorys
Pochodził z rodziny chłopskiej, od 1905 mieszkał z rodziną w Tyflisie, 1915 zgłosił się ochotniczo do armii, nie został przyjęty z powodu niepełnoletniości. Pracował w zarządzie kolei zakaukaskiej, eksternistycznie ukończył 4 klasy gimnazjum, 1918 wstąpił ochotniczo do Armii Czerwonej, uczestniczył w wojnie domowej na Froncie Południowym, od 1919 w RKP(b). Od wiosny 1920 funkcjonariusz Czeki w Nowoczerkasku, później śledczy trybunału rewolucyjnego Frontu Kaukaskiego, od sierpnia 1921 w Trybunale Rewolucyjnym Republiki w Moskwie, brał udział w tłumieniu powstania tambowskiego i likwidacji "bandy" Popowa w rejonie Bałaszowa, od września 1921 w Wydziale Specjalnym Czeki (od 1922: Wydział Kontrwywiadowczy GPU). Brał aktywny udział w operacji "Syndykat-2", której celem było zlikwidowanie "białogwardyjskiej" organizacji "Związek Obrony Ojczyzny i Wolności" i aresztowania jej przywódcy Borisa Sawinkowa. Pod pseudonimem "Sieriebriakow" dwukrotnie przekroczył granicę ZSRR z Polską jako rzekomy kurier nielegalnej organizacji "Liberalni Demokraci" mający namówić Sawinkowa do udziału w antykomunistycznym powstaniu w ZSRR. Uczestniczył w zatrzymaniu "Związku Obrony Ojczyzny i Wolności" płk Pawłowskiego, we wrześniu 1925 uczestniczył w operacji "Trust" mającej zwabić do ZSRR Sidneya Reilly'ego (po przekroczeniu granicy z ZSRR został aresztowany i zabity). Od jesieni 1925 pracownik Pełnomocnego Przedstawicielstwa OGPU na Północnym Kaukazie, w składzie oddziału operacyjno-wywiadowczego brał udział w specjalnej operacji Armii Czerwonej w walce z "bandytyzmem" w Czeczenii, 1928 wysłany do Jakucji, gdzie dawni białogwardziści przygotowywali zbrojne powstanie i oddzielenie się Jakucji od ZSRR; przyczynił się do udaremnienia planów buntu. Na początku lat 30. uczestniczył w tłumieniu antykomunistycznych zamieszek w Mongolii, od 1932 na Białorusi brał udział w zwalczaniu podziemnego ruchu antykomunistycznego; za likwidację antysowieckiego "Związku Wyzwolenia Białorusi" nagrodzony złotym zegarkiem. Od 1933 prowadził działalność kontrwywiadowczą w Leningradzie, gdzie rozpracowywał niemieckie przedstawicielstwa handlowe pod kątem domniemanej działalności szpiegowskiej i terrorystycznej, podczas prowadzenia działań operacyjnych wyjeżdżał do Niemiec, Norwegii, Finlandii i Szwecji, gdzie spotykał się z agentami. Od 1936 major bezpieczeństwa państwowego. Podczas wojny domowej w Hiszpanii starszy doradca wojskowy 14 Korpusu Armii Republikańskiej, przeprowadzał operacje rozpoznawczo-dywersyjne na tyłach frankistów, kilkakrotnie wyznaczany do wykonywania zadań specjalnych. W końcu 1938 odkomenderowany do Moskwy. Odznaczony Orderem Lenina i Orderem Czerwonego Sztandaru. 8 lutego 1939 aresztowany pod zarzutem szpiegostwa na rzecz Polski i udziału w kontrrewolucyjnej organizacji, 26 lutego 1939 skazany przez Wojskowe Kolegium Sądu Najwyższego ZSRR na śmierć i rozstrzelany. 1958 pośmiertnie zrehabilitowany.